# Авдошин, Алексей Герасимович
Алексей Герасимович Авдошин (1915—1991) — буровой мастер, заместителем директора Бугурусланской конторы бурения.
Буровому мастеру А. Г. Авдошину, первому из нефтяников Оренбуржья, присвоено звание Героя Социалистического Труда.

## Биография
Родился в 1915 году в городе Бугуруслане Самарской губернии (ныне - Оренбургская область) в семье рабочего. Русский.
Окончил семь классов и школу ФЗУ, работал модельщиком, получив специальность столяра-модельщика. По путевке комсомола был направлен на курсы бурильщиков. Работал бурильщиком конторы бурения «Бугурусланнефть», в 1939—1941 годах вел проходку первых скважин Бугурусланского нефтяного месторождения.
Участник Великой Отечественной войны, служил радистом в 13-м запасном авиационном полку (город Кузнецк). После Победы был демобилизован.
Вернулся на родину, окончил курсы буровых мастеров. Работал в тресте «Бугурусланнефть»: инженером, председателем бурового комитета, бурильщиком, начальником трубной базы, буровым мастером, начальником нефтеразведки конторы бурения треста. В 1952—1955 годах находился в Китайской Народной Республике, передавал опыт бурения.
В 1956 году возвратился в Бугуруслан, работал начальником участка бурения, буровым мастером. Благодаря правильной организации работ, применению прогрессивных технологий бурения добился высоких результатов. В 1958 году бригада Авдошина поставила всесоюзный рекорд, пробурив 10 скважин общей глубиной 16100 метров, что на 3 тысячи метров превысило плановое задание.
С 1961 по 1964 годы работал заместителем директора Бугурусланской конторы бурения, а затем начальником цеха подземного ремонта скважин НПУ «Бугурусланнефть» объединения «Оренбургнефть».
С 1970 года на пенсии. Жил в городе Бугуруслане. Скончался 23 сентября 1991 года, похоронен на Северном кладбище Бугуруслана.

## Награды
- Указом Верховного Совета СССР от 19 марта 1959 года за выдающиеся успехи, достигнутые в деле развития нефтяной и газовой промышленности Авдошину Алексею Герасимовичу присвоено звание Героя Социалистического Труда с вручением ордена Ленина и Золотой медали «Серп и молот».
- Награждён орденом Ленина, медалями «За трудовое отличие», «За доблестный труд. В ознаменование 100-летия со дня рождения В. И. Ленина» и отраслевыми наградами.